# Harttiella crassicauda
Harttiella crassicauda is een straalvinnige vissensoort uit de familie van de harnasmeervallen (Loricariidae). De wetenschappelijke naam van de soort is voor het eerst geldig gepubliceerd in 1953 door Boeseman.
De vis is endemisch in Suriname. Het is een kleine soort meerval, tot maximaal 5 cm totale lengte die alleen voorkomt in de zijtakken van de Paramakakreek, zoals de IJskreek,  in het Nassaugebergte in Suriname. Het visje leeft van plantaardig afval, met name van de enige waterplant die in de IJskreek voorkomt, Thurnia spaerocephala en van roodwieren als Batrachospermium sp. die op de rotsen voorkomen.